# Darevskia chlorogaster
Darevskia chlorogaster is een hagedis uit de familie echte hagedissen (Lacertidae).

## Naam en indeling
De wetenschappelijke naam van de soort werd voor het eerst voorgesteld door George Albert Boulenger in 1908. Oorspronkelijk werd de wetenschappelijke naam Lacerta chlorogaster gebruikt. De hagedis werd ook beschreven onder de namen Lacerta mostoufii en Lacerta (Zootoca) chlorogaster.

## Uiterlijke kenmerken
De maximale kopromplengte is ongeveer 6,4 centimeter voor de mannetjes, vrouwtjes worden groter tot ongeveer 6,5 cm. De staart is langer dan het lichaam. De schubben aan de rugzijde zijn zeshoekig en zijn sterk gekield.

## Verspreiding en habitat
De hagedis komt voor in delen van westelijk Azië en het Midden-Oosten en leeft in de landen Azerbeidzjan en Iran en is alleen te vinden in het oosten van het land in de Dasht-e Lutwoestijn. De hagedis is aangetroffen van zeeniveau tot op een hoogte ongeveer 1500 meter boven zeeniveau.
De habitat bestaat uit bossen, de hagedis klimt veel op boomstammen en stenen muren. De vrouwtjes zetten eieren af, dit zijn er drie tot tien per legsel.

## Beschermingsstatus
Door de internationale natuurbeschermingsorganisatie IUCN is de beschermingsstatus 'veilig' toegewezen (Least Concern of LC).